# Friedrich Hasenöhrl
Friedrich Hasenöhrl (Viena, 30 de novembro de 1874 — Folgaria, 7 de outubro de 1915) foi um matemático e físico austríaco.
Participou da 1ª e 2ª Conferência de Solvay.